# Ajjoebiden
De Ajjoebiden (Arabisch: الأيوبيون) (of Ayyubiden of andere spellingvarianten) was een islamitische dynastie van Koerdische oorsprong, die in de 12e en 13e eeuw heerste over (delen van) Syrië, Egypte en Noord-Irak.

## Geschiedenis
De dynastie werd gesticht door Saladin (Salah ad-Din Yoessoef bin Ajjoeb), die in 1169 met zijn oom Shirkuh Egypte veroverde voor de heerser Nur ad-Din van de Zengiden van Damascus.
In 1172 versloeg Saladin de laatste kalief van de Fatimiden. De Fatimiden waren ismaïlieten, een tak van het sjiisme. Saladin kon de Egyptenaren opnieuw tot het soennisme bekeren. In tegenstelling tot de Fatimiden erkende Saladin de autoriteit van de Abbasidische kalief in Bagdad.
Toen Nur ad-Din in 1174 stierf, verklaarde Saladin diens zoon As-Salih Ismail al-Malik de oorlog en veroverde Damascus. Ismail vluchtte naar Aleppo, waar hij weerstand bleef bieden aan Saladin, tot hij in 1181 vermoord werd. Hierna veroverde Saladin het grootste deel van het binnenland van Syrië.
In 1187 vond de Slag bij Hattin plaats tegen de kruisvaardersstaten en veroverde Saladin Jeruzalem.
Saladin stierf in 1193, kort nadat hij met Richard I "Leeuwenhart" van Engeland een verdrag had getekend waarbij hij een smalle kuststrook tussen Asjkelon en Antiochië aan de kruisvaarders liet.
Na Saladins dood vochten zijn zoons en broers om de macht. Het lukte Saladins broer Al-Adil I in 1200 het rijk te beheersen. Bij diens dood in 1218 deed zich hetzelfde proces voor, evenals bij de dood van zijn zoon Al-Kamil in 1238.
In 1250 werd Turanshah door de mammelukkengeneraal Aibek gedood, die daarop de Bahri-dynastie stichtte in Egypte.
De laatste sultan An-Nasir Yusuf vluchtte naar Syrië en viel in de handen van de Mongolen.
In de Slag bij Ain Jalut op 3 september 1260 in Palestina versloeg de mammelukse generaal Baibars de Mongolen (hun eerste grote nederlaag) en veroverde Syrië.

## Lijst van heersers
- Saladin 1174–1193
- Al-Aziz 1193–1198
- Al-Mansur 1198–1200
- Al-Adil I 1200–1218
- Al-Kamil 1218–1238
- Al-Adil II 1238–1240
- As-Salih Ajjoeb 1240–1249
- Al-Ashraf 1250–1254